# HD 92095
HD 92095，又名BD+54 1387，SAO 27724、HR 4165，是一颗恒星，视星等为5.52，位于銀經156.32，銀緯54.01，其B1900.0坐标为赤經10h 32m 53.6s，赤緯+54° 54.01′ 25″。